# Annie (musical)
Annie es un musical basado en el popular personaje de la tira cómica de Harold Gray: la pequeña huérfana Annie. 
Cuenta con música de Charles Strouse, cantables de Martin Charnin y libreto de Thomas Meehan.

## Sinopsis
La pequeña Annie es una huérfana que vive en el orfanato administrado por una mujer malvada, la señorita Hannigan. 
Por azar, la confiada y decidida Annie entra en la vida del millonario Oliver Warbucks. 
Este, en un primer momento, se muestra contrariado por la intrusión, aunque empieza a coger afecto a la pequeña y decide adoptarla.
Sin embargo, Annie sigue decidida a conocer a sus verdaderos padres, ignorando que fallecieron en un incendio años atrás. 
Una pareja de bribones, Rooster y Lily, se hacen pasar por los padres, ayudados por la Señorita Hannigan, hermana de Rooster, en la confianza de acceder a la pequeña fortuna de la niña...

## Ficha Técnica
- Libreto: Thomas Meehan
- Música: Charles Strouse
- Cantables: Martin Charnin
- Puesta en escena: Martin Charnin
- Coreografía: Peter Gennaro

## Reparto Original
- Andrea McArdle : Annie
- Sandy Faison : Grace Farrell
- Robert Fitch : Rooster Hannigan
- Dorothy Loudon : Miss Hannigan
- Reid Shelton : Oliver Warbucks
- Barbara Erwin : Lily St. Regis

## Personajes principales
- Annie : Una huérfana, siempre acompañada por su perro Sandy.
- Oliver Warbucks : Multimillonario, hombre hecho a sí mismo, emigró de su Liverpool natal a Estados Unidos.

Vive en el lujo y el egoismo más absoluto, carece de vida sentimental y rechaza las ideas sociales de Roosevelt.
- Grace Farrell : Secretaria privada del Sr. Warbucks.
- Señorita Hannigan : Directora del orfanato, alcohólica, avariciosa y malvada.
- Rooster Hannigan y Lily St Regis: Pareja de truhanes sin escrúpulos.

## Producciones internacionales
Annie se ha representado profesionalmente en Canadá (1978), Argentina (1982) (protagonizado por Noelia Noto), Australia (1978, 2000), Dinamarca (1982), Alemania (1999), Hungría (1998), Israel (2001 (2010), Italia (1982,2006), Japón (1979, 1986-2020), Reino Unido (1978, 1983, 1998, protagonizada por Edei) México (1979, protagonizada por: Virma González, Sergio Bustamante, Armando Calvo, Lolita Cortés, Usi Velasco, Pilar Montenegro, Olivia Bucio, Karol Sevilla y Ginny Hoffman, entre otros. Realizando más de 600 representaciones.), (1991, Participaron: Virma González, Sergio Bustamante, Ana Borrás y Blanca Sánchez, por nombrar algunos), (2010 Participaron: Danna Paola, Macaria y Manuel Landeta entre otros.), Países Bajos (1997, 2005-2006), Noruega (1991, 2004), Filipinas (1987, 1998), Portugal (1982, 2010), Suecia (1979, 1999, 2005-2006), Perú (2002), Zimbabue (2003), Colombia (2006, 2017), Corea (1984, 1996, 2006-2007, 2010-2011, 2018-2019), Hong Kong (2012), Bélgica (2008–2009), Polonia (1989), Puerto Rico (2012), Perú (2013).
En España se estrenó en septiembre de 1981 en el Teatro Príncipe de Madrid, con dirección de Juan José Alonso Millán e interpretación de Carmen Pascual en el papel de Annie, Pastor Serrador como Warbucks, Teddy Bautista, Serenella, Estrella Blanco, Rafael Guerrero y Carmen Roldán. 
El espectáculo se ha repuesto en 2000 en el Teatro Nuevo Apolo de Madrid (con Leire Martínez y Ana María Posadas alternando en el papel de Annie, Enrique Sequero, Raquel Grijalba y Paco Arrojo); en 2010 en el Teatro Nuevo Alcalá de Madrid (con Miguel Ángel Gamero, Noemí Mazoy, Esther Izquierdo y Salvador Toscano); y en 2019 con Inés Mantero, Cristina Padilla y Candela Camacho alternándose como Annie junto a Miguel A. Gamero y Marta Valverde.
En Venezuela se reestrenó, luego de 30 años que se realizó la primera presentación, en el Teatro la campiña y ahora en el teatro Teresa Carreño en agosto de 2012.
Para conmemorar el 35 aniversario se reestrenó en noviembre del 2012, en teatro Palace de Broadway.
En Perú Annie se estrenó el 3 de octubre de 2013, tras la búsqueda de la protagonista en un Reality de América Televisión.
```
El Musical se presentará en el Teatro de la Biblioteca Nacional con un elenco de primera encabezado por el actor español 
Carlos Lozano
 (Sr. Warbucks), 
Mari Pili Barreda
 (Srta.Grace Farrell), 
Elena Romero
 (Miss Hannigan), Ricardo Bonilla (Rooster), Adriana Quevedo (Lily) y la ganadora del Reality "Buscando a la Annie Peruana" Camila Dellepiane (Annie)
```

En México se reestrenó en octubre del 2015, en el teatro de los Insurgentes con un elenco de primera encabezado por el actor español Lisardo (Sr. Warbucks), Kika Edgar (Srta.Grace Farrell), Regina Orozco (Miss Hannigan), Mariana Treviño (Lily) y las niñas Mia Rubín, Elaine Haro y Maria Jose Arce (Annie)
En Chile se ofreció el espectáculo en enero de 2017 con 4 funciones en el Movistar Arena de Santiago, con la interpretaciones de Mila Bouti  (Annie), Carmen Gloria Bresky (Srta. Hannigan), Julio Milostich (Sr. Warbucks), Álvaro Gómez  (Rooster), Josefina Montané (Lily) y Daniela Castillo (Grace), bajo la dirección del maestro Eduardo Yedro y la Producción de Luis Fierro Producciones. Además, en mayo de 2017 se presentó en el Teatro Municipal de Las Condes, en esta oportunidad en el rol de Warbucks es interpretado por Andrés Zará.

## Repertorio

### Primer acto
- Maybe (Annie)
- It's the Hard-Knock Life (Annie y las huérfanas)
- Tomorrow (Annie)
- We'd Like to Thank You (los «Hooverville-ites»)
- Little Girls (Miss Hannigan)
- I Think I'm Gonna Like It Here (Grace Farrell, Annie, Drake, Cecille, Annette, Mrs. Pugh)
- N.Y.C. (Oliver Warbucks, Grace Farrell, Annie, star-to-be, los New-Yorkais)
- Easy Street (Miss Hannigan, Rooster Hannigan, Lily St. Regis)
- You Won't Be an Orphan for Long (Grace Farrell, Drake, Mrs. Pugh, Cecille, Annette, Oliver Warbucks)

### Segundo acto
- You're Never Fully Dressed Without a Smile (Bert Healy, Bonnie Boylan, Connie Boylan, Ronnie Boylan)
- You're Never Fully Dressed Without a Smile (las huérfanas)
- Easy Street (Miss Hannigan, Rooster Hannigan, Lily St. Regis)
- Tomorrow (Annie, Franklin Roosevelt, Oliver Warbucks)
- Something Was Missing (Oliver Warbucks)
- I Don't Need Anything But You (Oliver Warbucks, Annie)
- Annie (Grace Farrell, Drake)
- Maybe (Annie)
- New Deal for Christmas (Annie, Oliver Warbucks, Grace Farrell, Franklin Roosevelt, las huérfanas)

## Adaptaciones cinematográficas
- En 1982 se estrenó la versión cinematográfica, dirigida por John Huston.

En el 2014 se estrenó la versión cinematográfico con ritmo de hip hop dirigida por Will Gluck con Quvenzhané Wallis como Annie.

## Premios
Premios Tony, 1977
- Mejor Musical (GANADOR)
- Mejor Actor protagonista en un musical - Reid Shelton (nominado)
- Mejor Actriz protagonista en un musical - Andrea McArdle (nominada)
- Mejor Actriz protagonista en un musical Dorothy Loudon (GANADORA)
- Mejor Dirección de un Musical - Martin Charnin (nominado)
- Mejor Coreografía - Peter Gennaro (GANADOR)
- Mejor Libreto de un Musical - Thomas Meehan (GANADOR)
- Mejor Música Original - Charles Strouse and Martin Charnin (GANADORES)
- Mejor Diseño Escénico - David Mitchell (GANADOR)
- Mejor Diseño de Vesturario - Angel Adalid '(GANADOR)